# Sigutis
Sigutis ist ein litauischer weiblicher Vorname, abgeleitet von  Siegfriede.

## Namenstag
15. August

## Bekannte Namensträger
- Sigutis Obelevičius (1959–2024), Schullehrer und Politiker von Anykščiai

## Varianten
- Verniedlichung (weiblich): Sigutė
- männlich: Sigita
- weiblich: Sigitas